# Электроника ИМ-23
«Электроника ИМ-23. Автослалом» — электронная игра, одна из серии первых советских портативных электронных игр с жидкокристаллическим экраном, производимых под торговой маркой «Электроника». Все электронные микропроцессорные игры серии «Электроника ИМ-хх» и «Электроника И-хх» имеют схожий дизайн и управление. Однако, в отличие от остальных игр серии, эта игра не имеет прямого зарубежного аналога в серии Game & Watch.

## Описание игры
Управляя гоночным автомобилем, который расположен в нижней части экрана и может занимать три положения, необходимо уворачиваться от приближающихся барьеров. За каждый преодолённый барьер игроку добавляется одно очко. Барьеры приближаются по трём полосам движения, сначала медленно, но постепенно темп игры ускоряется. После 1200 очков скорость перестает расти. Максимальное число очков 2999.
В случае столкновения с барьером — у игрока отбирается один из автомобилей. В начале игры их три. После трёх столкновений игра прекращается. Автомобили восстанавливаются при наборе игроком 200, 500, 1000, 1200, 1500, 2200, 2500 и 2999 очков
Игра имеет две степени сложности, вызываемые соответственно кнопками «Игра А» и «Игра Б», расположенными в правом верхнем углу игры. В игре А барьеры могут выстраиваться по одному или по два в противоположных рядах, для их преодоления достаточно одного нажатия кнопки управления. В игре Б барьеры выстраиваются так же и по два на соседних рядах, для их объезда требуется быстрое двойное нажатие кнопки управления. В отличие от других игр серии «Электроника» в игре «Автослалом» счёт идёт до 2999 очков.
Игра может служить настольными часами и будильником. Под двумя кнопками выбора игры находится кнопка «Время», при помощи которой игра переключается в режим часов. Справа от этих трёх кнопок находятся утопленные внутрь кнопки настройки времени и сигнала будильника. В отличие от других игр, здесь режим отсчёта времени 24-часовой. Кнопкой «Скорость» задаётся первоначальная скорость игры (от 1 до 16), а кнопкой «Запуск» производится старт игры. При удержании кнопки «Запуск» будет показан рекорд очков для выбранной игры. Данный счётчик сбрасывается при замене батареек. На задней стороне игры расположена складывающаяся проволочная ножка, позволяющая ставить игру на стол по аналогии с фоторамкой  для отображения времени, а также будильника, режим часы .

## В искусстве
Устройство снято крупным планом в выпуске Ералаш № 94 «Место встречи изменить нельзя».

## Фотографии

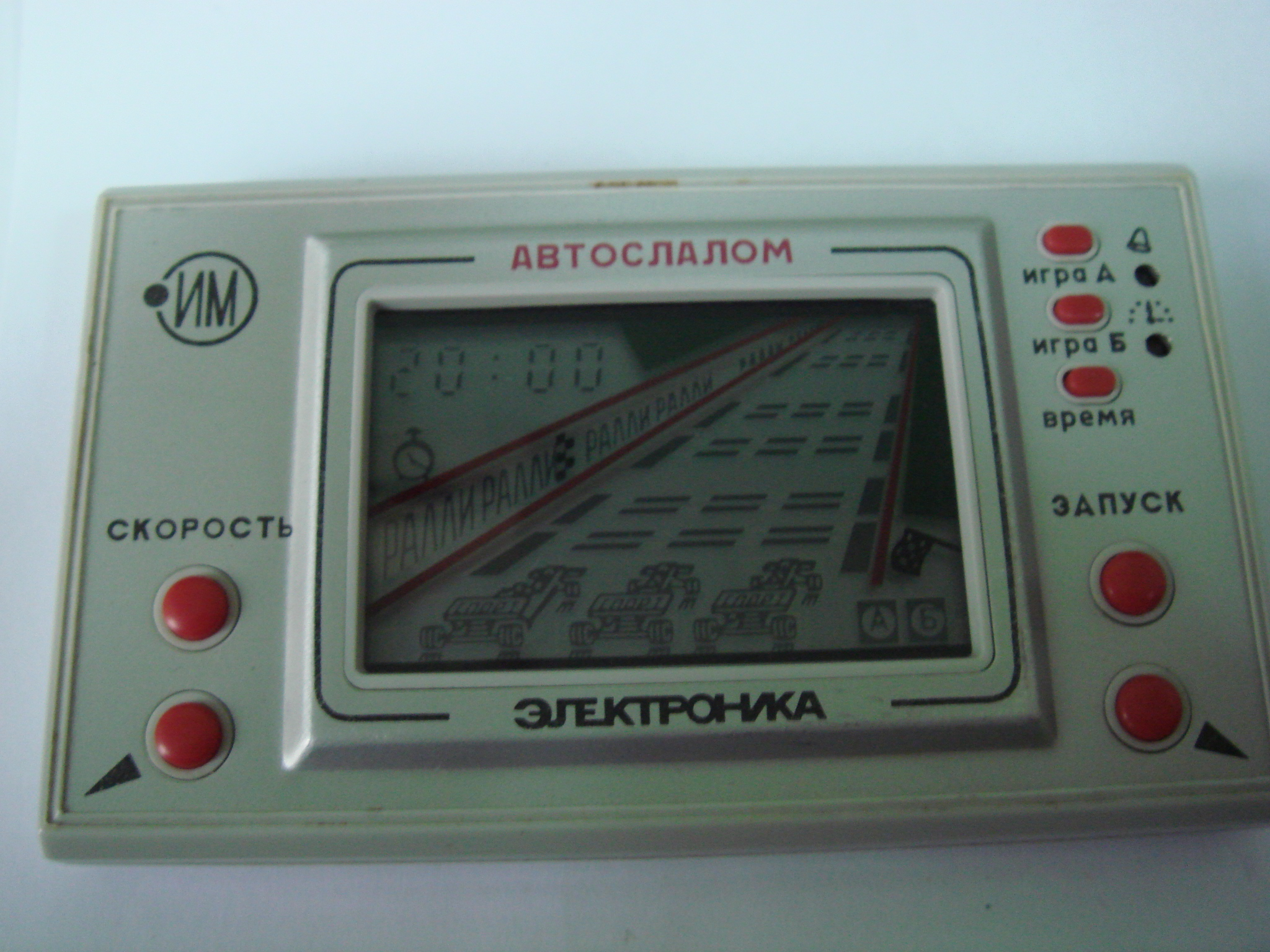
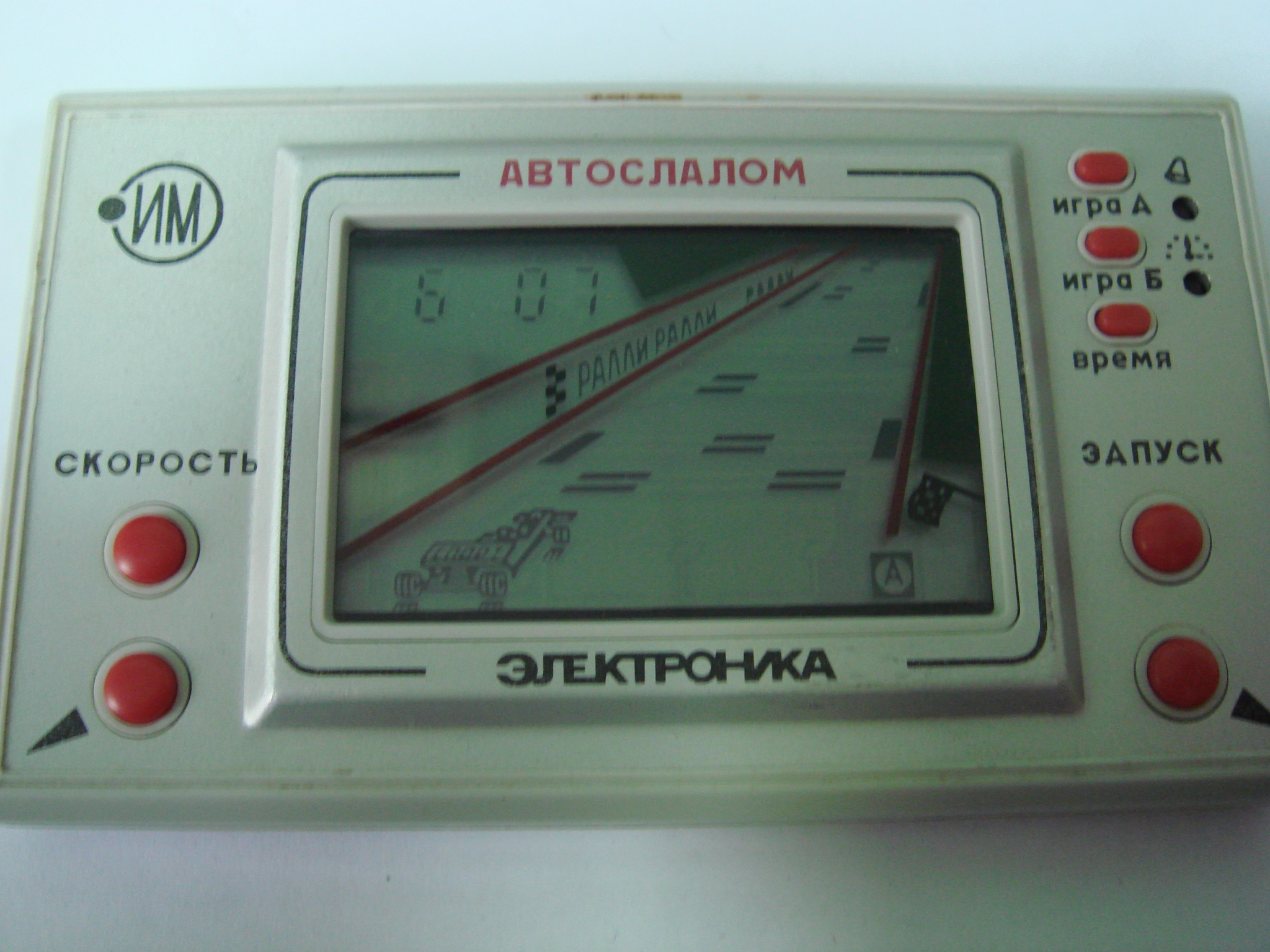
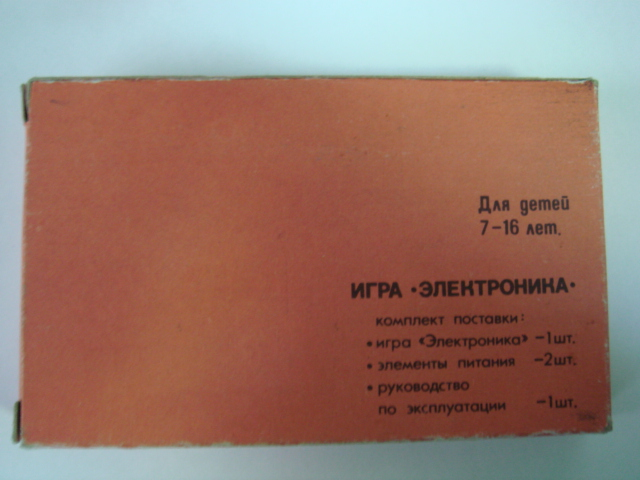